# Трубкоцвіт
Трубкоцвіт (Solenanthus) — рід квіткових рослин родини шорстколистих Boraginaceae. Рід містить 27 видів, які зростають у північно-західній Африці, на півдні Європі та в Азії. В Україні, у Криму росте один, червонокнижний вид — трубкоцвіт сумнівний (Solenanthus dubius).

## Морфологічна характеристика
Це багаторічні трав'янисті волосисті рослини. Листки чергові, цілісні. Суцвіття щиткові чи волотисті. Чашечка 5-роздільна до основи; частки лінійні, від ланцетних до довгастих. Віночок трубчастий, рідше дзвінчастий, включений або трохи перевищує чашечку; часток 5. Горішки стиснуті зі спини, від яйцеподібних до круглуватих.

## Види
- Solenanthus abayi Yıld. & G.Tuttu
- Solenanthus albanicus (Degen & Bald.) Degen & Bald.
- Solenanthus albiflorus Czukav. & Meling
- Solenanthus apenninus (L.) Fisch. & C.A.Mey.
- Solenanthus atlanticus Pit.
- Solenanthus bakhtiaricus Khat.
- Solenanthus brachystemon Fisch. & C.A.Mey.
- Solenanthus circinnatus Ledeb.
- Solenanthus dubius Fisch. & C.A.Mey.
- Solenanthus eriocalycinus Boiss. & Buhse
- Solenanthus formosus R.R.Mill
- Solenanthus hirsutus Regel
- Solenanthus hupehensis R.R.Mill
- Solenanthus karateginus Lipsky
- Solenanthus kokanicus Regel
- Solenanthus lanatus (L.) DC.
- Solenanthus micranthus Riedl
- Solenanthus minimus Brand
- Solenanthus pindicus Aldén
- Solenanthus plantaginifolius Lipsky
- Solenanthus reverchonii Degen
- Solenanthus scardicus Bornm.
- Solenanthus stamineus (Desf.) Wettst.
- Solenanthus strictissimus Brand
- Solenanthus tubiflorus Murb.
- Solenanthus turkestanicus (Regel & Smirn.) Kusn.
- Solenanthus watieri Batt. & Maire